# Shmuel Rosenthal
Shmuel Rosenthal (in ebraico שמואל רוזנטל‎?; Petah Tiqwa, 22 aprile 1947) è un ex calciatore israeliano, di ruolo centrocampista.

## Carriera
Fu eletto calciatore israeliano dell'anno nel 1966.

## Palmarès

### Giocatore

#### Competizioni nazionali
- Coppa di Germania: 1

Borussia Mönchengladbach: 1972-1973